# Vámospércs
Vámospércs este un oraș în districtul Nyíradony, județul Hajdú-Bihar, Ungaria, având o populație de 5.416 locuitori (2011).

## Demografie
Componența etnică a orașului Vámospércs
     Maghiari (92,93%)
     Romi (6,28%)
     Necunoscut (0,39%)
     Alții (0,41%)
Componența confesională a orașului Vámospércs
     Reformați (46,29%)
     Fără religie (18,59%)
     Romano-catolici (7,09%)
     Greco-catolici (5,15%)
     Necunoscută (22,45%)
     Atei (0,42%)
     Alte religii (1,46%)
Conform recensământului din 2011, orașul Vámospércs avea 5.416 locuitori. Din punct de vedere etnic, majoritatea locuitorilor (92,93%) erau maghiari, cu o minoritate de romi (6,28%). Apartenența etnică nu este cunoscută în cazul a 0,39% din locuitori. Nu există o religie majoritară, locuitorii fiind reformați (46,29%), persoane fără religie (18,59%), romano-catolici (7,09%) și greco-catolici (5,15%). Pentru 22,45% din locuitori nu este cunoscută apartenența confesională.